# Бекович-Черкасский, Фёдор Александрович
Князь Фёдор Александрович (Темир-Булат Касбулатович) Бекович-Черкасский (1791-1833) — кабардинский князь из рода Бековичей-Черкасских, российский военный деятель, генерал-майор (1828). Старший брат майора Е. А. Бековича-Черкасского.

## Биография
Второй из четверых сыновей полковника, князя Александра Николаевича (Каспулата) Бековича-Черкасского и княжны Любови Александровны Канчокиной рода Мударовых. Кабардинцы называли его Темир-булатом или Темботом. О его детских годах сведений не имеется. В письме от 29 октября 1805 г. князь П. Д. Цицианов выразил желание взять на себя воспитание одного из сыновей Александра Николаевича, вероятно, отец выполнил желание главнокомандующего и отдал ему на воспитание второго сына.
В 1806 году князь Федор в 15-летнем возрасте поступил на гражданскую службу в чине губернского секретаря, состоял при командующем войсками Кавказской линии генерал-лейтенанте С. А. Булгакове, с дружиной своих узденей, которых содержал на собственный счет. При покорении Кубинской и Бакинской провинций во время движения корпуса войск от Дербента к Кубе при переправе через реку Самур первый открыл войска Ших Алия и вступил в сражение; за отличие был переименован в поручики по армии.
Участник русско-персидской войны (1804—1813). Кроме родного черкесского языка, также хорошо владел русским, ногайским, татарским, турецким, арабским и персидским языками, а также русской и турецкой письменностью, благодаря чему использовался в штабе начальника Кавказской линии в Георгиевске как переводчик и знаток местных обычаев, нравов и традиций. В 1807 году поручик Бекович сражался против чеченцев и карабулаков при штурме Ханкальского ущелья, в 1810 году — против черкесов за Кубанью, в 1811 г. в Закавказском крае принял участие в экспедиции для наказания карапапахов в Карском пашалыке, в 1812 году — в усмирении кахетинского восстания.
После начала войны с Наполеоном князь Бекович-Черкасский участвовал в формировании так называемого черкесского войска. Об участии его самого в Отечественной войне 1812 г. и заграничных походах точных данных не имеется, т.к. его формулярный список за этот период отсутствует, известно только, что в 1815 году он был прикомандирован к графу Милорадовичу, т.е. к Западной армии в Вильно, в том же году находился при графе Беннигсене в Молдавии.
В январе 1816 года в чине поручика лейб-гвардии Казачьего полка (с выигрышем в два чина против чина поручика по армии) Бекович становится адъютантом генерала от инфантерии Алексея Петровича Ермолова. Вся дальнейшая служба князя протекала на Кавказе. Действительной службы в лейб-гвардии Казачьем полку он никогда не нес, но числился в составе полка и получал повышения в чине: 10 февраля 1817 г.  — штабс-ротмистр, 10 июля 1819 г. — ротмистр, до производства в полковники 14 июня 1823 г. Участник русского посольства во главе с А. П. Ермоловым в Персию в 1817 году, за что получил монаршее благоволение и был награжден персидским орденом Льва и Солнца 2 ст. с алмазами; в 1818 и 1819 гг. участвовал в походах против чеченцев и дагестанских горцев, за дело 29 августа 1819 г. при ауле Бавтугай, на реке Сулаке, награжден орденом Св. Владимира 4 степени с бантом. Уже в чине полковника участвовал в штурме села Дади-Юрт.
17 сентября 1824 г. полковнику Л. Г. Казачьего полка князю Ф. А. Бековичу-Черкасскому и его брату был выдан акт на неотъемлемое владение принадлежащими им по наследству от фамилии Мударовых землями в Малой Кабарде. 19 октября 1824 года в чине полковника Федор Александрович был переведен из лейб-гвардии Казачьего в Херсонский гренадерский полк, расквартированный в г. Гори, но и в этом полку он только числился, пехотный строй был ему незнаком и не соответствовал его характеру и привычкам. Князя Федора Александровича привлекала война партизанская, лихие набеги на горские аулы. А. П. Ермолов осенью 1824 г. отправляет своего начальника штаба генерала А. А. Вельяминова навести порядок в Кабарде, Вельяминов берет с собой полковника Бековича, который командует летучими отрядами. 4 апреля 1825 г. во главе 350 линейных казаков Бекович скрытно проник в горы и внезапно окружил большой аул беглого кабардинского князя Али Карамурзина на реке Большой Лабе, аул был разграблен и сожжен, погибли сам Али Карамурзин и многие другие знатные князья и уздени, вместе с ними много обычных жителей, женщин и детей. Генерал Ермолов представил князя Ф. А. Бековича-Черкасского за это дело к награждению орденом Св. Георгия, но Александр I не одобрил этого награждения из-за жестокости нападения, приведшего к истреблению более 300 семейств.Большое количество невинных жертв при нападении на аул было связано с тем, что жители бросались к вооруженным защитникам и гибли вместе с ними, многие утонули в реке, пытаясь перебежать на другую сторону.
Полковник Бекович получил орден Святого Георгия 4 ст. в 1825 г. за два дела: 30 июня близ урочища Майкопа отразил неоднократные нападения значительного числа абадзехов, а 18 июля отбил нападение закубанцев в количестве более тысячи человек на провиантский транспорт, шедший из Усть-Лабинской крепости.
Смена А. П. Ермолова на И. Ф. Паскевича в должности командира Отдельного Кавказского корпуса не отразилась на карьере князя Бековича. В персидской кампании он не участвовал, потому что командовал в это время войсками в Кахетии; во время турецкой войны новый командующий неоднократно пользовался знанием Бековичем турецкого языка и тонкостей азиатской политики. После взятия Карса 23 июня 1828 г. Бекович был назначен начальником Карского пашалыка и командующим войсками в пашалыке, такие же обязанности он нес и в Эрзеруме после занятия города 27 августа 1829 г. Князь Бекович сам и вел переговоры о капитуляции столицы Анатолии, проявив при этом смелость и находчивость среди озлобленной толпы (об этом событии упоминает А. С. Пушкин в "Путешествии в Арзерум"). 26 сентября 1828 г. за первую турецкую кампанию князь Федор Александрович был произведен в генерал-майоры с назначением командиром 3-й бригады 21-й пехотной дивизии.
В 1830 г. князь Бекович участвовал в покорении джарских лезгин и был назначен начальником вновь образованной Джаро-Белоканской области. Когда в сентябре 1831 г. А. А. Вельяминов занял должность командующего войсками на Кавказской линии и в Черномории, он немедленно призвал к себе своего бывшего подчиненного. Князь Бекович принимал участие в штурме аула Чир-Юрта на реке Сулак 19 октября 1831 г., командовал казаками при преследовании имама Кази-муллы и при поражении его в Чечне, в том же году был награжден орденом Св. Анны 1 степени. В 1832 г. он — начальник Сунженской кордонной линии и способствовал успеху чеченской экспедиции барона Г. В. Розена. 23 августа 1832 года принимал участие в штурме аула Герменчук.
В январе 1831 г. генерал-фельдмаршал граф И. Ф. Паскевич-Эриванский ходатайствовал перед императором о пожаловании генерал-майору князю Ф. А. Бековичу-Черкасскому заимообразно из казны 70 тыс. руб. ассигнациями для приведения принадлежавшего ему имения в порядок, однако в такой просьбе было отказано. Взамен, начиная с 1832 года, была назначена ежегодная выплата по 1200 руб. серебром на 12 лет. Неизвестно, сумел ли Федор Александрович хоть раз воспользоваться этой выплатой. Он скончался в 1832 г., по слухам, простудился, лежа на земле. О месте его захоронения ничего не известно.

## Публицистическая деятельность
Бековичем-Черкасским были написаны труды — «Замечание на просьбы кабардинских владельцев», «Замечания касательно просьбы кабардинского народа и средств к улучшению благосостояния онаго», «О кабардинских владениях» и другие. В них генерал выступал с прогрессивных позиций, и предлагал, с целью прекращения беспорядков, провести ряд реформ и преобразований у адыгов и в частности у себя в Кабарде.  Кроме этого, совместно с полковником Г. Х. Гасфортом, в сентябре 1830 года Бекович-Черкасский составил «рапорт» на имя главнокомандующего на Кавказе И. Ф. Паскевича, в котором дается краткий обзор политического и экономического состояния Закубанского края, высказываются предложения по улучшению системы управления.
По словам современного американского историка, специалиста по Кавказу Майкла Ходарковского:

В конце 1820-х годов генерал Ф.А. Бекович-Черкасский (...) предложил собственный проект наилучшего управления кабардинцами. Он советовал привлечь на свою сторону кабардинскую знать, откликнувшись на большую часть её многочисленных жалоб: вернуть земли и заложников, разрешить возвращение знатных беглецов, упразднить Кабардинский временный суд, позволить постоянно использовать как исламское, так и обычное право, и даровать кабардинским аристократам права российского дворянства. (...) Но те, кто выступал за торговлю, терпение и компромиссы с местным населением, оставались в ничтожном меньшинстве среди российских военачальников.— Майкл Ходарковский. Горький выбор: Верность и предательство в эпоху российского завоевания Северного Кавказа. Новое Литературное Обозрение, 2016. Стр. 160—161.

## Собственность
Один из самых крупных землевладельцев на Северном Кавказе, генерал-майор Фёдор Бекович-Черкасский владел около 100 тыс. десятин земли, которые позднее унаследовал его младший брат, Ефим Александрович. В 1866 году большая часть земель была продана Ефимом Александровичем в казну и использована для расселения казачества.

## Награды
Генерал-майор Фёдор Бекович-Черкасский награждён орденами св. Георгия 4-й ст., св. Анны 1-й и 2-й ст. св. Владимира 3-й ст., персидским орденом «Льва и Солнца» 2-й ст. и золотым оружием с надписью «За храбрость».

## Личная жизнь
Несмотря на то, что Фёдор Бекович-Черкасский был крещён и исповедовал православие, он был по мусульманским обычаям женат на кабардинской княжне — Сламастине Касаевой. Детей не имел.
Был знаком с А.С. Грибоедовым, А.С. Пушкиным (который упоминает его в «Путешествии в Арзрум»), А.Г. Чавчавадзе и поэтом А.И. Полежаевым.